# Hamna, Antarktis
Hamna är en vik i Antarktis. Den ligger i Östantarktis. Norge gör anspråk på området.